# Патуљаста клека
Патуљаста клека или клечица (лат. Juniperus sibirica) је зимзелени жбунасти четинар из породице чемпреса (Cupressaceae). Неки ботаничари је сматрају подврстом или варијететом обичне клеке (Juniperus communis).

## Опис биљке
Низак, жбун висине од 30 до 60 cm (највише до 1m) са танким, густим и разгранатим гранама које су полегле по земљи. Кора је танка и сиве боје. Листови, четине (иглице), пршљенасто распоређене, густе дужине 4-10 mm, a ширине 1-2 mm. Краће су и мекше од четина обичне клеке (Juniperus communis). Осим тога, четине патуљасте клеке су зашиљеног врха, повијене ка гранчици. Цвета у касно пролеће. Плод је бобичаста шишарка (galbulus) месната, округла и модроцрне боје. Семе је троугласто и смеђе боје.

## Станиште и распрострањеност
Расте на планинским рудинама субалпског и алпског појаса Европе, Азије и Северне Америке. Покрива огромна пространства и пење се до највиших планинских врхова. У Србији је распрострањена по највишим деловима Суве и Старе планине, Бесне Кобиле, Голије, Копаоника, Шаре и Проклетија. 

## Биологија
Веома је отпорна на јаке ветрове и ниске температуре. Може да доживи велику старост и врло споро расте. Размножава се семеном и вегетативно.

## Лековито дејство и употреба
Користи се као обична клека.